# Reprezentacja Białorusi na Mistrzostwach Świata w Narciarstwie Klasycznym 2011
Reprezentacja Białorusi na Mistrzostwach Świata w Narciarstwie Klasycznym 2011 liczy 5 sportowców.

## Medale

### Złote medale
Brak

### Srebrne medale
Brak

### Brązowe medale
Brak

## Wyniki

### Biegi narciarskie mężczyzn
Bieg łączony na 30 km
- Siarhiej Dalidowicz – 4. miejsce
- Aleksandr Łazutkin – 47. miejsce

Bieg na 15 km
- Michaił Siamionau – 35. miejsce
- Aleksandr Łazutkin – 44. miejsce

Bieg na 50 km
- Siarhiej Dalidowicz – 10. miejsce
- Michaił Siamionau – 50. miejsce
- Aleksandr Łazutkin – nie wystartował

### Biegi narciarskie kobiet
Bieg na 10 km
- Alena Sannikawa – 30. miejsce

Bieg na 30 km
- Alena Sannikawa – 41. miejsce

### Kombinacja norweska
Konkurs indywidualny HS 134/10 km
- Alaksiej Murawicki – 54. miejsce